# Colletes persicus
Colletes persicus là một loài Hymenoptera trong họ Colletidae. Loài này được Warncke mô tả khoa học năm 1979.